# 노브고로드현

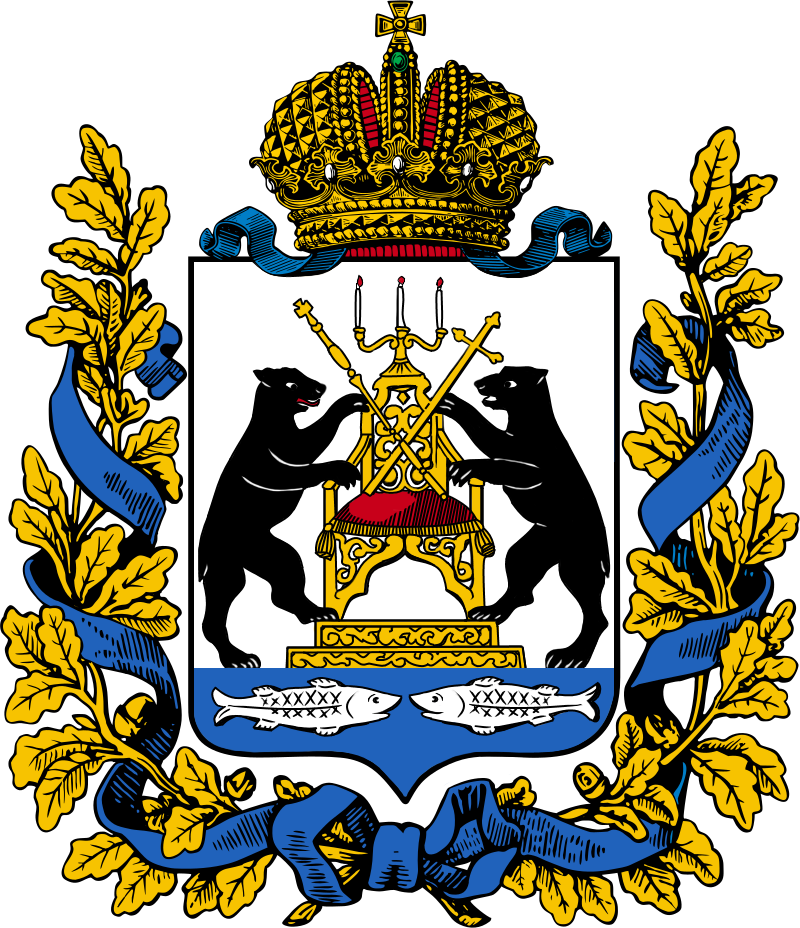
노브고로드현의 문장

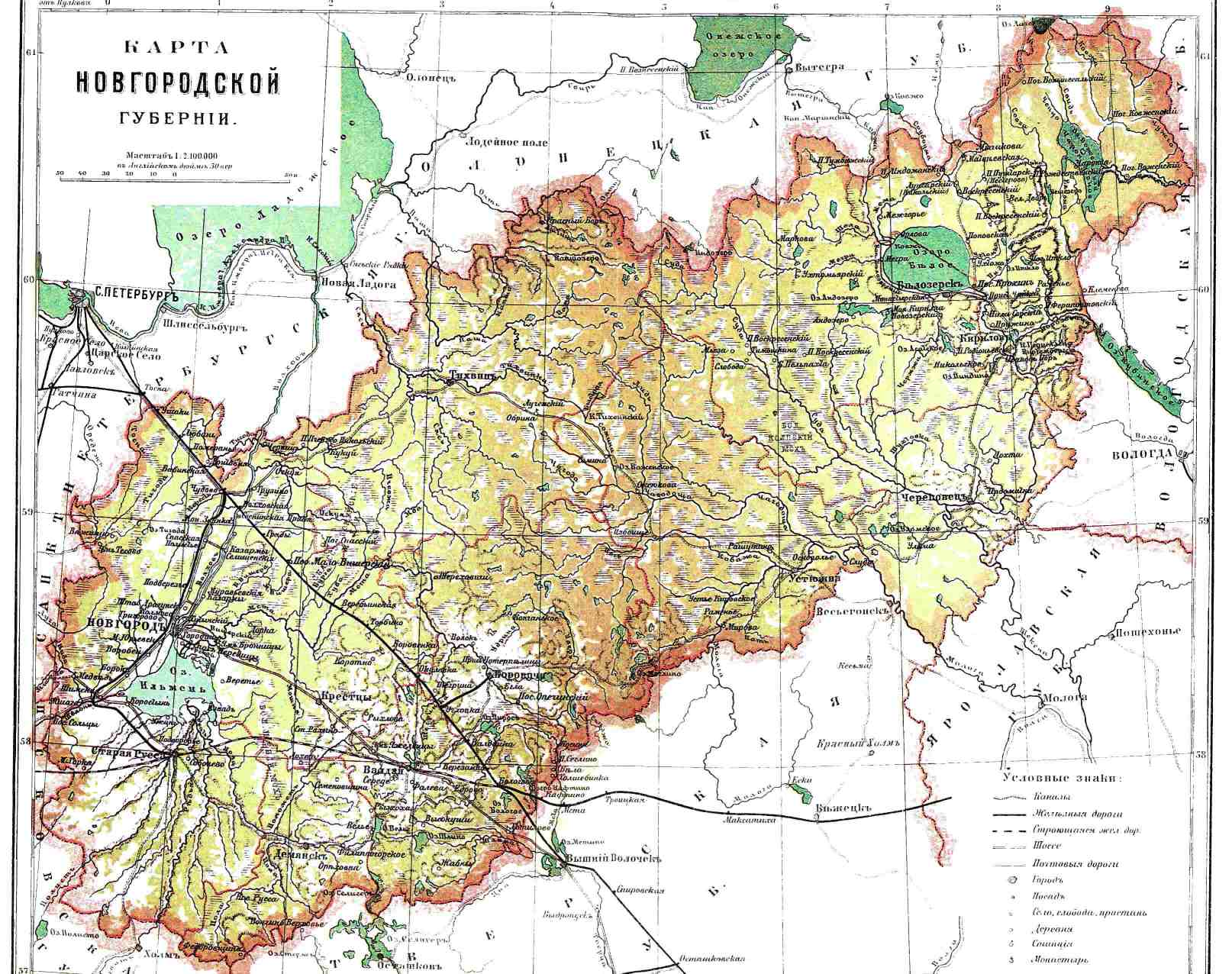
노브고로드현의 지도

노브고로드현(러시아어: Новгородская губерния)은 1727년부터 1927년까지 존재했던 러시아 제국의 현으로 현도는 노브고로드(현재의 벨리키노브고로드)이며 면적은 118,538km2, 인구는 1,367,022명(1897년 당시 기준)이다. 현재의 러시아 노브고로드주 대부분과 레닌그라드주 동부, 볼로그다주 남서부에 걸쳐 있었다.